# Übereinkommen zum Schutz und zur Förderung der Vielfalt kultureller Ausdrucksformen
Die Übereinkommen zum Schutz und zur Förderung der Vielfalt kultureller Ausdrucksformen (englisch Convention on the Diversity of Cultural Expressions) wurde auf der 33. UNESCO-Generalkonferenz am 20. Oktober 2005 in Paris verabschiedet und trat am 18. März 2007 in Kraft. „Das Übereinkommen schafft eine völkerrechtlich verbindliche Grundlage für das Recht aller Staaten auf eigenständige Kulturpolitik.“ Auf Basis des Übereinkommens hat jeder Staat das Recht, Maßnahmen zum Schutz der Vielfalt kultureller Ausdrucksformen durchzuführen, insbesondere, wenn diese gefährdet scheint.
Unter kultureller Vielfalt versteht die UNESCO die mannigfaltigen Ausdrucksformen der Kulturen von Gruppen und Gesellschaften. Diese Ausdrucksformen werden sowohl innerhalb als auch zwischen Gesellschaften weitergegeben. Kulturelle Vielfalt zeigt sich außerdem in den verschiedenen Ausprägungen des künstlerischen Schaffens sowie der Herstellung, der Verbreitung, des Vertriebs und der Nutzung kultureller Ausdrucksformen.

## Geschichte
- Am 21. Mai 2001 wurde der Welttag der kulturellen Vielfalt für Dialog und Entwicklung[3] verkündet.
- Auf der 31. Generalversammlung im November 2001 wurde eine Allgemeine Erklärung zur kulturellen Vielfalt der UNESCO verabschiedet.[4] Darin heißt es:

„Kulturelle Vielfalt spiegelt sich wider in der Einzigartigkeit und Vielfalt der Identitäten, die die Gruppen und Gesellschaften kennzeichnen, aus denen die Menschheit besteht. Als Quelle des Austauschs, der Erneuerung und der Kreativität ist kulturelle Vielfalt für die Menschheit ebenso wichtig wie die biologische Vielfalt für die Natur. Aus dieser Sicht stellt sie das gemeinsame Erbe der Menschheit dar und sollte zum Nutzen gegenwärtiger und künftiger Generationen anerkannt und bekräftigt werden.“

- Auf der 32. Generalkonferenz (29. September bis 17. Oktober 2003) begann die Formulierung der Ziele und Grundsätze der Konvention.[5]
- Am 20. Oktober 2005 wurde das Übereinkommen zum Schutz und zur Förderung der Vielfalt kultureller Ausdrucksformen verabschiedet.
- Am 18. März 2007 trat das Übereinkommen in Kraft.
- Stand 31. Januar 2014 haben 133 Mitgliedsstaaten sowie die Europäische Union das Übereinkommen ratifiziert.[6]

Nationales:
- Österreich hat das Übereinkommen 2006 ratifiziert.[7]
- Deutschland ratifizierte das UNESCO-Übereinkommen am 12. März 2007.
- Im Dezember 2009 veröffentlichte die Deutsche UNESCO-Kommission das Weißbuch Kulturelle Vielfalt gestalten, das Handlungsempfehlungen aus der Zivilgesellschaft zur Umsetzung des UNESCO-Übereinkommens in und durch Deutschland enthält.[8]

## Ziele der Konvention
Das Übereinkommen beinhaltet folgende Ziele:
- Uneingeschränkte kulturelle Selbstbestimmung und Wahlfreiheit auf Basis der Menschenrechte (Präambel)
- Anerkennung der „Doppelnatur“ von Kulturgütern und -dienstleistungen als Handelsware, aber zugleich als Träger von Identitäten und Bedeutungen (Artikel 1)
- Das Recht jeden Staates auf eigene Kulturpolitik (Artikel 6)
- Beteiligung der Zivilgesellschaft im Umsetzungsprozess (Artikel 11)
- Internationale Zusammenarbeit (Kooperation, Koproduktionen sowie eine Vorzugsbehandlung für Entwicklungsländer) (Artikel 6, 8, 12, 16, 17)
- Integration von Kultur in nachhaltige Entwicklung (Artikel 13)
- Informationsaustausch u. a. durch die Benennung von nationalen Kontaktstellen (Artikel 9, 28)
- Gleichberechtigung der Konvention zu anderen internationalen Abkommen (Artikel 20, 21)[9]